# Lortel Archives
Los Lortel Archives, o the Internet Off-Broadway Database (IOBDb) es una base de datos en línea que cataloga producciones teatrales representadas en teatros off-Broadway.
El archivo se denomina así en honor de la actriz y productora teatral Lucille Lortel.